# Totea de Hurezani
Totea de Hurezani – wieś w Rumunii, w okręgu Gorj, w gminie Hurezani. W 2011 roku liczyła 264 mieszkańców.